# La Matraca
La Matraca är en ort i Mexiko.   Den ligger i kommunen Santos Reyes Nopala och delstaten Oaxaca, i den sydöstra delen av landet, 400 km sydost om huvudstaden Mexico City. La Matraca ligger 886 meter över havet och antalet invånare är 255.
Terrängen runt La Matraca är lite bergig, och sluttar söderut. Runt La Matraca är det ganska tätbefolkat, med 58 invånare per kvadratkilometer. Närmaste större samhälle är Santos Reyes Nopala, 10,6 km öster om La Matraca. Omgivningarna runt La Matraca är en mosaik av jordbruksmark och naturlig växtlighet.